# Baldoses
Baldoses és un paratge del terme municipal de Conca de Dalt, a l'antic terme de Toralla i Serradell, al Pallars Jussà, en territori del poble de Toralla.
Està situat al sud del poble de Toralla, a la dreta de la llaueta del Canemàs. És al nord-est de la Serra de Mateu i al nord de la de Ramonic, a migdia de la partida d'Escanemàs i al sud-est de la d'Escauberes.